# 홍철 (경제학자)
홍철 (洪哲, 1945년 7월 17일 ~ , 경상북도 포항시)은 대한민국의 경제학자이자 인천대학교 총장을 지낸 교육자이자 현 대구가톨릭대학교 총장이다.

## 학력
- 서울고등학교
- 서울대학교 경제학과
- 펜실베이니아 대학교 대학원 경제학 박사

## 경력
- 1984 ~ 1991 대통령비서실 경제비서관
- 1997 ~ 1999 국토개발연구원 원장
- 1999 중국 칭다오시 경제고문
- 1999.01 ~ 1999.11 국토연구원 원장
- 2000 ~ 2004 제3대 인천대학교 총장
- 2001 건설교통부 국토정비기획단 자문위원
- 2004 ~ 2011.03 대구경북연구원 원장
- 2005  전국시도연구원협의회 회장
- 2006  경제정의실천연합 도시개혁센터 고문
- 2011 ~ 2013.03 대통령직속 지역발전위원회 위원장
- 2013 ~ 2017.01 제25대 대구가톨릭대학교 총장